# Carabantes
Carabantes és un municipi de la província de Sòria, a la comunitat autònoma de Castella i Lleó.

## Demografia
| 1991 | 1996 | 2001 | 2004 |
| ---- | ---- | ---- | ---- |
| 42   | 42   | 37   | 33   |